# Charaxes princeps
Charaxes princeps är en fjärilsart som beskrevs av Butler 1896. Charaxes princeps ingår i släktet Charaxes och familjen praktfjärilar. Inga underarter finns listade i Catalogue of Life.